# Adunații-Copăceni (gmina)
Adunații-Copăceni – gmina w Rumunii, w okręgu Giurgiu. Obejmuje miejscowości Adunații-Copăceni, Dărăști-Vlașca, Mogoșești i Varlaam. W 2011 roku liczyła 6621 mieszkańców. 